# Ceanothus
- Commons
- Wikispecies

Ceanothus L. é um género botânico pertencente à família Rhamnaceae.

## Espécies
| - Ceanothus americanus L. - Ceanothus arboreus Greene - Ceanothus confusus J.T. Howell - Ceanothus connivens Greene - Ceanothus cordulatus Kellogg - Ceanothus crassifolius Torr. - Ceanothus cuneatus (Hook.) Nutt. - Ceanothus cyaneus Eastw. - Ceanothus dentatus Torr. & Gray - Ceanothus divergens Parry - Ceanothus diversifolius Kellogg - Ceanothus fendleri Gray - Ceanothus ferrisiae McMinn - Ceanothus foliosus Parry - Ceanothus fresnensis Dudley ex Abrams - Ceanothus gloriosus J.T. Howell - Ceanothus greggii Gray - Ceanothus griseus (Trel. ex B.L. Robins.) McMinn - Ceanothus hearstiorum Hoover & J.B. Roof - Ceanothus herbaceus Raf. - Ceanothus impressus Trel. - Ceanothus incanus Torr. & Gray - Ceanothus integerrimus Hook. & Arn. - Ceanothus jepsonii Greene - Ceanothus lemmonii Parry - Ceanothus leucodermis Greene | - Ceanothus maritimus Hoover - Ceanothus martinii M.E. Jones - Ceanothus masonii McMinn - Ceanothus megacarpus Nutt. - Ceanothus microphyllus Michx. - Ceanothus oliganthus Nutt. - Ceanothus ophiochilus Boyd, Ross & Arnseth - Ceanothus palmeri Trel. - Ceanothus papillosus Torr. & Gray - Ceanothus parryi Trel. - Ceanothus parvifolius (S. Wats.) Trel. - Ceanothus pinetorum Coville - Ceanothus prostratus Benth. - Ceanothus pumilus Greene - Ceanothus purpureus Jepson - Ceanothus roderickii Knight - Ceanothus sanguineus Pursh - Ceanothus serpyllifolius Nutt. - Ceanothus sonomensis J.T. Howell - Ceanothus sorediatus Hook. & Arn. - Ceanothus spinosus Green - Ceanothus thyrsiflorus Eschsch. - Ceanothus tomentosus Parry - Ceanothus velutinus Dougl. ex Hook. - Ceanothus verrucosus Nutt. |

- Lista completa

## Classificação do gênero
| Sistema | Classificação                      | Referência               |
| ------- | ---------------------------------- | ------------------------ |
| Linné   | Classe Pentandria, ordem Monogynia | Species plantarum (1753) |